# Marta Rothe
Marta Rothe (* 14. September 1919 in Hornhausen als Marta Kagelmann) ist eine deutsche Autorin des ostfälischen Platts. In der Börde wird Marta Rothe als renommierte Schriftstellerin niederdeutscher Literatur mit ostfälischer Prägung geschätzt.

## Leben
Geboren wurde sie als drittes von sieben Kindern. Ihre Mutter, Anna Dorothea, geborene Kohlhase, stammte aus Hornhausen, ihr Vater, Johann Friedrich Kagelmann, stammte aus Ottleben. 1920 zog die Familie nach Üplingen. Hier besuchte sie von 1925 bis 1929 die Einklassen-Volksschule. Zuerst war es für sie sehr schwierig in der Schule, da sie nur Platt sprechen konnte.
Im Juni 1929, Marta war neun Jahre alt, zog die Familie nach Sommersdorf um. Hier erhielt der Vater eine Anstellung auf einem größeren Bauernhof als Hofmeister.
Als sie die Dreiklassen-Volksschule abschloss, konnte sie ein Stipendium aufgrund „guter Leistung“ für eine höhere Schule erhalten. Allerdings mussten ihre Eltern dies aufgrund von Geldmangel ausschlagen.
Mit 14 Jahren musste sie auf dem Feld und Zuhause mitarbeiten und auch eine Stellung antreten. Dies war eine überaus schwere Zeit für das junge Mädchen.
Später fand sie in Magdeburg bei den Pfeifferschen Stiftungen eine Stelle als Schwesternhilfe. 1940 heiratete sie, wurde Mutter und Hausfrau. Nach der Scheidung ging sie auf eine staatliche Schule und arbeitete anschließend in den 1950er-Jahren als Aufkäuferin für landwirtschaftliche Produkte im Kreis Oschersleben. Später ging sie zurück nach Magdeburg und arbeitete in der Allgemeinen Verwaltung im Reichsbahnausbesserungswerk Salbke. 1960 heiratete sie den Eisenbahner Rothe, mit dem sie bis zu dessen Tod zusammen lebte.
Ihre Freizeit verbrachte Marta Rothe im Kulturbund, Abteilung Mineralien. Sie suchte und sammelte selbst Mineralien. Pflanzen und Tiere, Parks und Gärten, die freie Natur, Bücher und vor allem Platt sind ihre weiteren Hobbys.
Seit 1980 schreibt sie, zuerst bloß für ihre drei Kinder, Gedichte und Geschichten im ostfälischen Platt.

## Mitwirkung in Arbeitskreisen
Marta Rothe gehörte zu den ersten Mitgliedern des Arbeitskreises Ostfälisches Platt, gegründet 1993, und ist Ehrenmitglied im Heimatverein ihres Heimatdorfes, dem Pottburger Heimatverein e.V. aus Sommerschenburg. Hier hat sich auch ein Marta-Rothe-Fanclub gegründet. Darüber hinaus pflegte sie regen Kontakt zur Otto-von-Guericke-Universität Magdeburg, Abteilung Niederdeutsch, und zum Landesheimatbund des Landes Sachsen-Anhalt und trägt zur Vermittlung des ostfälischen Platt bei.

## Schriftstellerische Leistung
Ihre literarischen Formen sind vielfältig. Geschichten, Gedichte, Lieder, Märchen, Sprichwörter, Redensarten, Rätsel, Kinderreime. Ebenso vielfältig ist ihr Gehalt: der Alltag auf dem Lande, Erntebräuche und Erntefeste, Liebe, Ehe und Kindererziehung, Tiere und Pflanzen; kaum ein Lebensbereich ist ausgelassen.
Viele ihrer Geschichten sind Zeitdokumente und teils sehr humor- und gefühlvoll erzählt.

## Rezeption
Die Ortschronistin Hildegard Müller, die seit langem Mitglied in der Plattdeutschgruppe des Heimatvereins ist, äußerte sich wie folgt über Marta Rothe: 

„Ihre Geschichten und Gedichte kann fast jeder ohne Schwierigkeiten lesen, ihr ‚Platt‘ ist sensationell. ‚Platt is öhre erste Sprache, öhre Muddersprache‘. Erst in der Schule lernte sie Hochdeutsch. Wir Nachgeborenen sprechen Plattdeutsch, aber eher wie eine zweite Sprache, eine Fremdsprache.
Obwohl Frau Marta Rothe schon fast 50 Jahre von Sommersdorf fort ist und in Magdeburg lebt, ist sie in ihrem Herzen eng mit ihrer Heimat verbunden. Sie lebte in unserem Kreis an verschiedenen Orten immerhin die ersten 40 Lebensjahre, so in Hornhausen, Üplingen und Sommersdorf. Ihre Verbundenheit zu unserer Region drückt sie in ihrem Gedicht ‚Heimatliewe‘ aus.“

## Werke (Auswahl)
- Von Minschen un öhre Tiet. Jeschichtn und Jedichte in ostfälischer Sprake. [Hrsg. vom Landesheimatbund Sachsen-Anhalt e.V. mit Unterstützung des Kultusministeriums des Landes Sachsen-Anhalt, Halle], 2006, ISBN 978-3-928466-92-9.

- Kickelhahne. Jeschichten ut miene Kinnertiet. Ostfalia Verlag, Peine 1999, ISBN 978-3-926560-36-0.

- In den Büchern des Niederdeutschen Literaturwettbewerbes der Deuregio Ostfalen e.V. Oschersleben, Jahrgänge: 1994, 1995, 1996, 1998, 1999, 2000, 2001, 2002, 2004/5.
- Jedichte. In: Dä Plattfaut. Plattdeutsche Geschichten und Gedichte. Wendeburg 2005.
- Jedichte un Jeschichtn in Zeitung un Zeitschriftn.

## Auszeichnungen
- 1996: Im Literaturwettbewerb der Deuregio Ostfalen gewinnt Marta Rothe den ersten Preis.
- 2011: In Anerkennung der für das Land Sachsen-Anhalt und seinen Bürgerinnen und Bürgern erwiesenen besonderen Verdienste wurde Marta Rothe vom Präsidenten des Landesverwaltungsamtes, in Anwesenheit des Bürgermeisters von Sommersdorf, Peter Müller, und dem Vorsitzenden des Arbeitskreises Ostfälisches Platt und Vorstandsmitglied des Landesheimatbundes, Hans-Joachim Lorenz, die Ehrennadel des Landes Sachsen-Anhalt verliehen.[3]